# NGC 808
NGC 808 est une galaxie spirale barrée située dans la constellation de la Baleine. NGC 808 a été découverte par l'astronome britannique John Herschel en 1830.

## Caractéristiques
Sa vitesse par rapport au fond diffus cosmologique est de 4 734 ± 19 km/s, ce qui correspond à une distance de Hubble de 69,8 ± 4,9 Mpc (∼228 millions d'al).
À ce jour, six de mesures non basées sur le décalage vers le rouge (redshift) donnent une distance de 64,450 ± 3,847 Mpc (∼210 millions d'al), ce qui est à l'intérieur des valeurs de la distance de Hubble.
La classe de luminosité de NGC 808 est II-III et elle renferme également des régions d'hydrogène ionisé.

## Supernova
La supernova SN 2004ds a été découverte dans NGC 808 le 18 août 2004 par M. Moore et W. Li dans le cadre du programme LOSS (Lick Observatory Supernova Search) de l'observatoire Lick. Cette supernova était de type IIP.